# Amphineurion marginatum
Amphineurion marginatum es la única especie del género monotípico Amphineurion, perteneciente a la familia Apocynaceae.  Es originario de China (Guangdong) y  Asia tropical. Comprende 3 especies descritas y de estas, solo una aceptada.

## Taxonomía
Amphineurion marginatum fue descrita por (Roxb.) D.J.Middleton y publicado en Taxon 55: 502. 2006.
Sinonimia
- Aganosma acuminata G.Don
- Aganosma euloba Miq.
- Aganosma macrocarpa A.DC.
- Aganosma marginata (Roxb.) G.Don
- Aganosma velutina A.DC.
- Amphineurion acuminatum (G.Don) Pichon
- Amphineurion velutinum (A.DC.) Pichon
- Chonemorpha cristata (Roth) G.Don
- Chonemorpha dichotoma G.Don
- Echites acuminatus Roxb.
- Echites apoxys Voigt
- Echites cristatus Roth
- Echites marginatus Roxb.	basónimo
- Echites procumbens Blanco
- Echites repens Blanco
- Holarrhena procumbens (Blanco) Merr.
- Ichnocarpus acuminatus (G.Don) Fern.-Vill.
- Ichnocarpus macrocarpus (A.DC.) Fern.-Vill.
- Ichnocarpus velutinus (A.DC.) Fern.-Vill.[2][3][4]